# Suwawal
Suwawal is een bestuurslaag in het regentschap Jepara van de provincie Midden-Java, Indonesië. Suwawal telt 10.462 inwoners (volkstelling 2010).